# Кітасу 1
Кітасу 1 (англ. Kitasoo 1) — індіанська резервація в Канаді, у провінції Британська Колумбія, у межах регіонального округу Кітімат-Стекін.

## Населення
За даними перепису 2016 року, індіанська резервація нараховувала 292 особи, показавши скорочення на 9,3%, порівняно з 2011-м роком. Середня густина населення становила 93,9 осіб/км².
З офіційних мов обидвома одночасно володіли 5 жителів, тільки англійською — 290. Усього 5 осіб вважали рідною мовою не одну з офіційних, з них усі — одну з корінних мов.
Працездатне населення становило 66,7% усього населення, рівень безробіття — 10%.

## Клімат
Середня річна температура становить 7,8°C, середня максимальна – 16,6°C, а середня мінімальна – -1,9°C. Середня річна кількість опадів – 4 341 мм.
| Клімат поселення                              | Клімат поселення | Клімат поселення | Клімат поселення | Клімат поселення | Клімат поселення | Клімат поселення | Клімат поселення | Клімат поселення | Клімат поселення | Клімат поселення | Клімат поселення | Клімат поселення | Клімат поселення |
| Показник                                      | Січ.             | Лют.             | Бер.             | Квіт.            | Трав.            | Черв.            | Лип.             | Серп.            | Вер.             | Жовт.            | Лист.            | Груд.            |                  |
| Середній максимум, °C                         | 5,68             | 6,73             | 7,86             | 10,18            | 13,04            | 15,69            | 16,14            | 16,58            | 14,23            | 10,39            | 6,15             | 4,24             |                  |
| Середня температура, °C                       | 1,88             | 2,94             | 4,07             | 6,39             | 9,26             | 11,91            | 14,29            | 14,70            | 12,37            | 8,54             | 4,28             | 2,36             |                  |
| Середній мінімум, °C                          | −1,89            | −0,85            | 0,28             | 2,59             | 5,45             | 8,13             | 12,42            | 12,86            | 10,50            | 6,68             | 2,42             | 0,49             |                  |
| Норма опадів, мм                              | 510              | 370              | 364              | 335              | 231              | 198              | 155              | 200              | 319              | 551              | 580              | 528              |                  |
| Середньомісячна швидкість вітру, м/с          | 5.24             | 4.93             | 4.58             | 4.20             | 3.78             | 3.61             | 3.38             | 3.39             | 3.61             | 4.46             | 5.14             | 5.15             |                  |
| Середньомісячна сонячна радіація, кДж/м²·день | 2390             | 4887             | 9008             | 13763            | 17661            | 18680            | 18445            | 15742            | 11005            | 5881             | 2836             | 1812             |                  |
| --------------------------------------------- | ---------------- | ---------------- | ---------------- | ---------------- | ---------------- | ---------------- | ---------------- | ---------------- | ---------------- | ---------------- | ---------------- | ---------------- | ---------------- |
| Джерело:                                      |                  |                  |                  |                  |                  |                  |                  |                  |                  |                  |                  |                  |                  |